# Fessia parwanica
Fessia parwanica är en sparrisväxtart som först beskrevs av Franz Speta, och fick sitt nu gällande namn av Franz Speta. Fessia parwanica ingår i släktet Fessia och familjen sparrisväxter. Inga underarter finns listade i Catalogue of Life.